# Pentose
Trong hóa học, pentose là một monosaccharide (đường đơn) có năm nguyên tử carbon. Công thức phân tử của tất cả các loại pentose là C
5H
10O
5 và khối lượng phân tử của chúng là 150,13 g/mol.
Đường pentose rất quan trọng trong hóa sinh học. Ribose là một thành phần của RNA và phân tử liên quan của nó là deoxyribose là một thành phần của DNA. Đường pentose được phosphoryl hóa là sản phẩm quan trọng của chu trình pentose phosphate, quan trọng nhất là ribose 5-phosphate (R5P) được sử dụng trong quá trình tổng hợp nucleotit và acid nucleic, và erythrose 4-phosphate (E4P) được sử dụng trong quá trình tổng hợp amino acid thơm.
Giống như một số monosaccharide khác, pentose tồn tại ở hai dạng, mạch hở (mạch thẳng) hoặc mạch vòng, dễ dàng chuyển hóa lẫn nhau trong dung dịch. Dạng mạch thẳng (hở) của một pentose thường chỉ tồn tại trong các dung dịch với năm nguyên tử cacbon. Bốn trong số các nguyên tử carbon có một nhóm hydroxyl (–OH), được nối với nhau bằng một liên kết cộng hóa trị và một nguyên tử carbon tạo nhóm carbonyl (C = O). Các liên kết còn lại của các nguyên tử carbon liên kết với sáu nguyên tử hydro. Do đó, cấu trúc của dạng mạch thẳng là H–(CHOH)x–C(=O)–(CHOH)4-x–H, trong đó x là 0; 1 hoặc 2.
Thuật ngữ "pentose" đôi khi được giả định bao gồm deoxypentose, chẳng hạn như deoxyribose: các hợp chất có công thức chung C
5H
10O
5-y được mô tả là có nguồn gốc từ pentose bằng cách thay thế một hoặc nhiều nhóm hydroxyl bằng nguyên tử hydro.

## Phân loại

### Aldopentose
Các aldopentoses là một nhóm của pentose, ở dạng mạch thẳng, có carbonyl ở carbon số 1, tạo thành dẫn xuất aldehyde có cấu trúc H–C(=O)–(CHOH)4–H. Ví dụ quan trọng nhất là ribose. Ketopentose có carbonyl ở vị trí 2 hoặc 3 tạo thành dẫn xuất keton có cấu trúc H–CHOH–C(=O)–(CHOH)3–H (2-ketopentose) hoặc H–(CHOH)2–C(=O)–(CHOH)2–H (3-ketopentose). Loại thứ hai không xuất hiện trong tự nhiên và rất khó tổng hợp.
Ở dạng mạch hở, có 8 aldopentose và 4 2-ketopentose, các đồng phân lập thể khác nhau về vị trí không gian của các nhóm hydroxyl. Các dạng này thường gặp trong các cặp đồng phân quang học, thường được ký hiệu "D" hoặc "L" theo các quy tắc danh pháp hữu cơ (độc lập với hoạt tính quang học của chúng).
Các aldopentose có ba trung tâm bất đối xứng, do đó, các phân tử này có thể có tám (23) đồng phân lập thể khác nhau.
| D-Arabinose | D-Lyxose | D-Ribose | D-Xylose |
| L-Arabinose | L-Lyxose | L-Ribose | L-Xylose |

Ribose là một thành phần của RNA và phân tử liên quan, deoxyribose là một thành phần của DNA. Đường pentose được phosphoryl hóa là sản phẩm quan trọng của con đường pentose phosphate, quan trọng nhất là ribose 5-phosphate (R5P), được sử dụng trong quá trình tổng hợp nucleotit, axit nucleic và erythrose 4-phosphate (E4P), được sử dụng trong quá trình tổng hợp chất amino acid thơm.

### Ketopentose
2-ketopentose có hai trung tâm bất đối xứng. Do đó, có thể có bốn (22) đồng phân lập thể khác nhau. 3-ketopentose rất hiếm.
| D-Ribulose | D-Xylulose |
| L-Ribulose | L-Xylulose |

## Dạng vòng
Dạng đóng hoặc mạch vòng của một pentose được tạo ra khi nhóm carbonyl tương tác với một nhóm hydroxyl trong một nguyên tử carbon khác, biến carbonyl thành một hydroxyl và tạo ra một cầu nối ete –O– giữa hai nguyên tử cacbon. Phản ứng nội phân tử này tạo ra một phân tử dạng vòng bao gồm một nguyên tử oxy và thường là bốn nguyên tử cacbon; các hợp chất mạch vòng sau đó được gọi là furanose, vì có các vòng giống như ete mạch vòng tetrahydrofuran.
Sự đóng vòng biến carbon carboxyl thành tâm bất đối xứng (chiral), có thể có bất kỳ cấu hình nào trong hai cấu hình của đồng phân quang học, tùy thuộc vào vị trí của hydroxyl mới. Do đó, mỗi dạng mạch thẳng có thể tạo ra hai dạng vòng riêng biệt, được xác định bằng tiền tố "α" và "β".

## Deoxypentose
Một deoxypentose có tổng số hai đồng phân steroisomer.
| D-Deoxyribose |
| L-Deoxyribose |

## Tính chất
Trong tế bào, pentoses có độ ổn định trao đổi chất cao hơn hexose.
Một polyme tạo thành từ đường pentose được gọi là pentosan.

### Nhận biết pentose
Các thử nghiệm quan trọng nhất đối với pentose dựa vào việc chuyển đổi pentose thành furfural, sau đó phản ứng với chất màu. Trong thí nghiệm pentose của Tollens (không nên nhầm với thử nghiệm tráng gương bạc của Tollens để khử đường), vòng furfural phản ứng với pphloroglucinol để tạo ra một hợp chất có màu; Tương tự, trong thí nghiệm với anilin acetate và trong thí nghiệm Bial với orcinol, pentose phản ứng nhanh và mạnh hơn nhiều so với hexose.